# Leja
Leja – polskie nazwisko. Pojawiło się po 1624. Podczas jednej z bitew polscy chłopi wzięli do niewoli wielu Tatarów, którzy potem obrabiali chłopskie pola, gdy gospodarze musieli odrabiać pańszczyznę. Osiedlili się wtedy w okolicznych wsiach, dając początek rodzinom o nazwisku Leja.

## Osoby o tym nazwisku
- Aleksander Leja (1898-1978) – polski żołnierz
- Edward Leja (ur. 1937, zm. 2009) – polski fizyk
- Ewa Leja – polska producentka filmowa i telewizyjna
- Franciszek Leja (ur. 1885, zm. 1979) – polski matematyk
- Grażyna Leja (ur. 1954) – polska polityk, przedsiębiorca, urzędnik
- Krzysztof Leja (ur. 1996) – polski skoczek narciarski
- Leon Leja (1913-1997) – polski pedagog
- Magda Leja (ur. 1935, zm. 2006) – polska pisarka, autorka utworów dla dzieci
- Marian Karol Leja (ur. 1928, zm. 2002) – polski rzeźbiarz i twórca ludowy
- Mariusz Leja (ur. 1987) – polski biathlonista
- Wiktor Leja (ur. 1910, zm. 1981) – polski lotnik i rzeczoznawca lotniczy
- Władysław Leja (1921-1992) – kanadyjski saper, polskiego pochodzenia